# Remioromen
Remioromen (jap. レミオロメン) sind eine japanische J-Rock- bzw. J-Pop-Band unter dem Speedstar Records Label, die 2000 gegründet wurde. Ihre Musik ist hauptsächlich eine Mischung aus Pop und Rock mit eingängigen Melodien. In Deutschland wurde ein Teil des Videos zu Remioromens sechster Single Minami Kaze ohne Einblendung eines Titels oder Interpreten am Ende des Japan-Specials Wigge diplomiert in Japan (Juni 2005) auf VIVA gezeigt.

## Mitglieder
- Ryōta Fujimaki (藤巻亮太, Fujimaki Ryōta; * 12. Januar 1980) – Gesang und Gitarre
- Keisuke Maeda (前田啓介, Maeda Keisuke; * 11. September 1979) – Bass
- Osamu Jingūji (神宮司治, Jingūji Osamu; * 5. März 1980) – Schlagzeug

## Bandgeschichte
Remioromen wurden im Dezember 2000 in der noch immer aktuellen Formation in der japanischen Präfektur Yamanashi gegründet. Der Bandname hat laut den Mitgliedern keine Bedeutung und ist lediglich das Ergebnis eines Wortspiels.
Am 25. November 2003 hatten Remioromen ihren ersten Live-Auftritt im Tokyoter Stadtteil Shibuya, in dem schon viele andere Künstler ihre ersten Auftritte absolvierten. Seitdem schafften sie es die japanischen Oricon-Charts immer weiter nach oben zu klettern. Ihre dritte Single Sangatsu Kokonoka spielten die drei in ihrer alten Schule in Yamanashi. 2005 wurde eine Orchestra-Version des Songs aufgenommen und als Titellied des J-Dramas Ichi Rittoru no Namida (engl. 1 Litre Of Tears) verwendet. Zudem wurde der Track Konayuki als Insert-Song für das Drama benutzt. Das verschaffte der Band gehörige Popularität und einen enormen Aufschwung, der dazu führte, dass Konayuki in Japan zu den bestverkauften Singles 2005 zählt, und ihr drittes Album HORIZON mehrere Wochen auf Platz eins der Oricon-Charts war. Bei den MTV Video Music Awards Japan 2006 gewann Remioromens Video zu Konayuki den Preis für das beste Pop-Musikvideo.

## Diskografie

### Studioalben
| Jahr | Titel                                       | Höchstplatzierung, Gesamtwochen, AuszeichnungChartsChartplatzierungen (Jahr, Titel, Platzierungen, Wochen, Auszeichnungen, Anmerkungen) | Anmerkungen                                                              |
| Jahr | Titel                                       | JP | Anmerkungen                                                              |
| ---- | ------------------------------------------- | --- | ------------------------------------------------------------------------ |
| 2003 | Asagao                                      | JP17 (65 Wo.)JP | Erstveröffentlichung: 19. November 2003 Verkäufe JP: + 113.152           |
| 2005 | Ether                                       | JP2 Platin · (71 Wo.)JP | Erstveröffentlichung: 9. März 2005 Verkäufe JP: + 402.205                |
| 2006 | Horizon                                     | JP1 ×3Dreifachplatin · (56 Wo.)JP | Erstveröffentlichung: 17. Mai 2006 Verkäufe JP: + 676.672                |
| 2006 | Flash and Gleam                             | JP4 Gold · (22 Wo.)JP | Erstveröffentlichung: 1. November 2006 Verkäufe JP: + 108.861; Livealbum |
| 2008 | Kaze no Chroma                              | JP3 Gold · (16 Wo.)JP | Erstveröffentlichung: 29. Oktober 2008 Verkäufe JP: + 89.801             |
| 2009 | Remio Best                                  | JP1 ×2Doppelplatin · (66 Wo.)JP | Erstveröffentlichung: 9. März 2009 Verkäufe JP: + 508.679; Kompilation   |
| 2010 | Kachoufuugetsu                              | JP2 Gold · (12 Wo.)JP | Erstveröffentlichung: 3. März 2010 Verkäufe JP: + 85.129                 |
| 2011 | "Your Songs" with Strings at Yokohama Arena | JP14 (4 Wo.)JP | Erstveröffentlichung: 27. April 2011 Verkäufe JP: + 9.496                |

### Mini-Alben
| Jahr | Titel      | Höchstplatzierung, Gesamtwochen, AuszeichnungChartsChartplatzierungen (Jahr, Titel, Platzierungen, Wochen, Auszeichnungen, Anmerkungen) | Anmerkungen                                               |
| Jahr | Titel      | JP | Anmerkungen                                               |
| ---- | ---------- | --- | --------------------------------------------------------- |
| 2002 | Remioromen | — | Erstveröffentlichung: 2002 Indie-Mini-Album               |
| 2003 | Festa      | — | Erstveröffentlichung: 12. März 2003 Verkäufe JP: + 23.389 |

### Singles
| Jahr | Titel Album                 | Höchstplatzierung, Gesamtwochen, AuszeichnungChartsChartplatzierungen (Jahr, Titel, Album, Platzierungen, Wochen, Auszeichnungen, Anmerkungen) | Anmerkungen                                                                  |
| Jahr | Titel Album                 | JP | Anmerkungen                                                                  |
| ---- | --------------------------- | --- | ---------------------------------------------------------------------------- |
| 2003 | Ameagari –                  | JP43 (17 Wo.)JP | Erstveröffentlichung: 21. Mai 2003                                           |
| 2003 | Denwa –                     | JP29 (9 Wo.)JP | Erstveröffentlichung: 20. August 2003                                        |
| 2004 | Sangatsu Kokonoka –         | JP11 ×2Doppelplatin (Digital) + Diamant (Klingelton) · (62 Wo.)JP                                                                              | Erstveröffentlichung: 9. März 2004                                           |
| 2004 | Akashia –                   | JP17 (7 Wo.)JP | Erstveröffentlichung: 19. Mai 2004                                           |
| 2005 | Moratorium –                | JP8 (6 Wo.)JP | Erstveröffentlichung: 12. Januar 2005                                        |
| 2005 | Minami Kaze –               | JP9 (14 Wo.)JP | Erstveröffentlichung: 9. Februar 2005                                        |
| 2005 | Ao no Sekai –               | JP2 (15 Wo.)JP | Erstveröffentlichung: 12. Oktober 2005                                       |
| 2005 | Konayuki –                  | JP2 ×3×2Dreifachplatin + Doppelplatin (Digital) · (54 Wo.)JP                                                                                   | Erstveröffentlichung: 16. November 2005 · + JP: ×2Doppeldiamant (Klingelton) |
| 2006 | Taiyou no Shita –           | JP2 ×3Platin + Dreifachplatin (Klingelton) · (15 Wo.)JP                                                                                        | Erstveröffentlichung: 1. März 2006                                           |
| 2007 | Akanezora –                 | JP3 Gold + Gold (Mobile Downloads) · (11 Wo.)JP                                                                                                | Erstveröffentlichung: 14. März 2007                                          |
| 2007 | Hotaru / Run –              | JP4 Gold · (7 Wo.)JP | Erstveröffentlichung: 9. Mai 2007                                            |
| 2007 | Wonderful & Beautiful –     | JP3 (9 Wo.)JP | Erstveröffentlichung: 12. Dezember 2007                                      |
| 2008 | Motto Tooku e / Orchestra – | JP6 (9 Wo.)JP | Erstveröffentlichung: 30. Juli 2008                                          |
| 2009 | Yume no Tsubomi –           | JP3 (7 Wo.)JP | Erstveröffentlichung: 7. Januar 2009                                         |
| 2009 | Sakura –                    | JP— Gold (Mobile Downloads)JP | Erstveröffentlichung: 14. Februar 2009                                       |
| 2009 | Starting Over –             | JP4 (5 Wo.)JP | Erstveröffentlichung: 15. Juli 2009                                          |
| 2009 | Koi no Yokan Kara –         | JP10 (7 Wo.)JP | Erstveröffentlichung: 25. November 2009                                      |
| 2009 | Stand Joe –                 | JP13 (4 Wo.)JP | Erstveröffentlichung: 28. Juli 2010                                          |

### Videoalben
| Jahr | Titel                                                        | Höchstplatzierung, Gesamtwochen, AuszeichnungChartsChartplatzierungen (Jahr, Titel, Platzierungen, Wochen, Auszeichnungen, Anmerkungen) | Anmerkungen                             |
| Jahr | Titel                                                        | JP | Anmerkungen                             |
| ---- | ------------------------------------------------------------ | --- | --------------------------------------- |
| 2005 | 03–09 Live at Budokan                                        | JP14 (26 Wo.)JP | Erstveröffentlichung: 29. Juni 2005     |
| 2007 | Island Over The Horizon Live at Yokohama Arena               | JP5 (6 Wo.)JP | Erstveröffentlichung: 14. März 2007     |
| 2008 | Tour 2008 "Wonderful & Beautiful"                            | JP4 (4 Wo.)JP | Erstveröffentlichung: 14. Mai 2008      |
| 2009 | Remioromen Special Live at SAITAMA Super Arena 6th May, 2009 | JP12 (2 Wo.)JP | Erstveröffentlichung: 25. November 2009 |
| 2011 | 10th Anniversary Tour 2010 "Hanatori Kaze Tsuki"             | JP12 (3 Wo.)JP | Erstveröffentlichung: 9. März 2011      |